# Macropora mawatariorum
Macropora mawatariorum är en mossdjursart som beskrevs av Gordon och Taylor 2008. Macropora mawatariorum ingår i släktet Macropora och familjen Macroporidae. Inga underarter finns listade i Catalogue of Life.